# Gjongdžu
Gjongdžu (korejsko 경주, izgovorjeno [kjʌ̹ŋ.dʑu]), zgodovinsko znano kot Sorabol (서라벌, izgovorjeno [sʰʌ̹.ɾa̠.bʌɭ]), je obalno mesto v skrajnem jugovzhodnem kotu province Severni Gjongsang v Južni Koreji. Je drugo največje mesto po površini v provinci za Andongom, ki pokriva 1324 km2 in ima decembra 2012 264.091 prebivalcev. Gjongdžu leži 370 km jugovzhodno od Seula,[6] in 55 km vzhodno od Deguja. Mesto meji na Čongdo in Jongčon na zahodu, Ulsan na jugu in Pohang na severu, na vzhodu pa leži obala Japonskega morja. Številne nizke gore – osamelci gorovja Tebek – so raztresene po mestu.
Gjongdžu je bil glavno mesto starodavnega kraljestva Sila (57 pr. n. št. – 935 n. št.), ki je na vrhuncu med 7. in 9. stoletjem, skoraj tisoč let, vladalo približno dvema tretjinama Korejskega polotoka. Kasneje je bila Sila uspešna in bogata država, Gjongdžu pa je bil četrto največje mesto na svetu. V mestu je ostalo veliko arheoloških najdišč in kulturnih znamenitosti iz tega obdobja. Gjongdžu pogosto imenujejo muzej brez zidov. Med takimi zgodovinskimi zakladi so Jama Sokguram, tempeljski kompleks Bulguksa, zgodovinsko območje Gjongdžu uvrščeni na seznam svetovne dediščine UNESCO in in ljudska vas Jangdong na poskusni seznam. Številna pomembna zgodovinska najdišča so pomagala Gjongdžuju postati ena najbolj priljubljenih turističnih destinacij v Južni Koreji.
Mesto Gjongdžu se je leta 1995 združilo z bližnjim podeželskim okrožjem in je danes urbano-podeželski kompleks. Podobno je 53 drugim majhnim in srednje velikim mestom z manj kot 300.000 prebivalci v Južni Koreji. Poleg bogate zgodovinske dediščine na Gjongdžu danes vplivajo gospodarski, demografski in socialni trendi, ki so oblikovali sodobno južnokorejsko kulturo. Turizem ostaja glavni gospodarski dejavnik, vendar so se proizvodne dejavnosti razvile zaradi bližine večjih industrijskih središč, kot sta Ulsan in Pohang. Gjongdžu je povezan z nacionalnim železniškim in cestnim omrežjem, ki omogoča industrijski in turistični promet.

## Zgodovina
Zgodnja zgodovina Gjongdžuja je tesno povezana z zgodovino kraljestva Sila, katerega glavno mesto je bilo.Gjongdžu se v nekorejskih zapisih prvič pojavi kot Saro-guk v obdobju Samhan. Korejski zapisi, verjetno na podlagi dinastičnih kronik Sile, beležijo, da je bil Saro-guk ustanovljen leta 57 pr. n. št., ko se je šest majhnih vasi na območju Gjongdžuja združilo pod vodstvom Bak Hjokgoseja. Ko se je kraljestvo širilo, se je ime spremenilo v Sila. V obdobju Sila se je mesto imenovalo Sorabol (ta toponim se je sčasoma razvil v korejsko besedo za 'glavno mesto', kot v Seulu), Gjerim (dobesedno Petelinji gozd) ali Gumsong (dobesedno 'Mesto zlata' ali kovine, tj. 'Neprebojna trdnjava').
Po združitvi polotoka do reke Tedong leta 668 n. št. je Gjongdžu postal središče korejskega političnega in kulturnega življenja. Mesto je bilo dom dvora Sila in velike večine kraljeve elite. Njegova blaginja je postala legendarna in je bila po knjigi Knjiga cest in kraljestev iz 9. stoletja zabeležena celo v Perziji. Zgodovinsko besedilo Samguk jusa navaja, da je mesto v svojem vrhuncu imelo 178.936 gospodinjstev, kar kaže na to, da je bilo skupno skoraj milijon prebivalcev. Številna najbolj znana najdišča v Gjongdžuju izvirajo iz obdobja združenega kraljestva Sila, ki se je končalo v začetku 10. stoletja pod vodstvom Gorjoja (918–1392).
Leta 940 je ustanovitelj Gorjoja, kralj Tedžo, spremenil ime mesta v Gjongdžu, kar dobesedno pomeni 'okrožje čestitk'. Leta 987 je Gorjo uvedel sistem, v katerem so bile ustanovljene tri dodatne prestolnice v politično pomembnih provincah zunaj Gegonga (danes Kesong), Gjongdžu pa je bil imenovan Dongjong ('vzhodna prestolnica'). Vendar je bil ta naziv odstranjen leta 1012, v tretjem letu vladavine kralja Hjongdžonga, zaradi takratnih političnih rivalstev, čeprav je Gjongdžu kasneje postal sedež province Jongnam. Imel je pristojnost nad širokim območjem, vključno z večjim delom osrednjega vzhodnega Jongnama, čeprav se je to območje v 13. stoletju močno zmanjšalo. V poznejših [[dinastija Čoson|dinastijah Čoson]g (1392–1910) Gjongdžu ni bil več nacionalnega pomena, temveč je ostal regionalno središče vpliva. Leta 1601 je mesto prenehalo biti glavno mesto province.
V teh stoletjih je mesto utrpelo številne napade. V 13. stoletju so mongolske sile uničile devetnadstropno leseno pagodo v Hvangnjongsi. Med japonskimi invazijami na Korejo je območje Gjongdžuja postalo vroče bojišče, japonske sile pa so požgale lesene konstrukcije v Bulguksi. Vendar pa vsa škoda ni bila posledica invazij. V zgodnjem obdobju Čoson so neokonfucijanski radikalci, ki so kipom odsekali roke in glave, povzročili veliko škode budističnim skulpturam na Namsanu.
V 20. stoletju je mesto ostalo relativno majhno in se ni več uvrščalo med večja korejska mesta. V začetku 20. stoletja so bila izvedena številna arheološka izkopavanja, zlasti v grobnicah, ki so skozi stoletja ostale večinoma nedotaknjene. Leta 1915 je bil odprt muzej, predhodnik današnjega Narodnega muzeja Gjongdžu, za razstavljanje izkopanih artefaktov.
Gjongdžu se je v poznejših letih japonske okupacije pojavil kot železniško vozlišče, saj sta bili v pripravah na drugo kitajsko-japonsko vojno in za izkoriščanje bogatih virov vzhodnega dela Korejskega polotoka zgrajeni progi Donghe Nambu in Džungang. Po osvoboditvi leta 1945 je Korejo zajela kriza in Gjongdžu ni bil izjema. Številni so se vrnili iz tujine; vas zanje je bila zgrajena v današnjem Dongčon-dongu. V obdobju, ki so ga zaznamovali obsežni konflikti in nemiri, je območje Gjongdžu postalo še posebej znano zaradi stopnje gverilske dejavnosti v gorah.
Kljub izbruhu korejske vojne leta 1950 je bila večina Gjongdžuja prizanesena spopadom in je ves čas konflikta ostala pod južnokorejskim nadzorom. Vendar so bili deli mesta za kratek čas konec leta 1950 na fronti, ko so severnokorejske sile potiskale pusanski perimeter proti jugu od Pohanga.
V 1970-ih je Koreja doživela precejšen industrijski razvoj, večinoma v provinci Jongnam, katere del je Gjongdžu. Jeklarna POSCO v sosednjem Pohangu je začela obratovati leta 1973, istega leta pa je nastal kompleks za kemično proizvodnjo v Ulsanu. Ta razvoj je pripomogel k nastanku proizvodnega sektorja v Gjongdžuju.

## Geografija
Gjongdžu leži v jugovzhodnem kotu province Severni Gjongsang in ga na jugu meji na metropolitansko mesto Ulsan. Znotraj province so sosedi Pohang na severu, okrožje Čongdo na jugozahodu in Jongčon na severozahodu. Gjongdžu je približno 50 kilometrov severno od Pusana. Na vzhodu nima drugega soseda kot morje.
Večina Gjongdžuja leži v porečju Gjongsang, nekaj območij mesta pa spada v porečje Pohang, kot sta Eoil-ri in Bomgok-ri v Jangbuk-mjonu ter del Čonbuk-mjona. Območja porečja Gjongsang so sestavljena iz intruzivne kamnine Bulguksa, ki prodira skozi plasti sedimentnih kamnin, predvsem granita in porfirja. Nasprotno pa območja kotline Pohang sestavljajo plasti, ki so nastale v terciarju kenozojske dobe, in so sestavljene iz magmatskih kamnin, vodnih kamnin, porfirja, peščenjaka in tufa.
Nizke gore so razširjene po celotnem Gjongdžuju. Najvišje med njimi so gore gorovja Tebek, ki se raztezajo vzdolž zahodne meje mesta. Najvišja točka Gjongdžuja, Munboksan (문복산), ima 1015 metrov nadmorske višine. Ta vrh leži v Sannae-mjonu, na meji s Čongdom. Vzhodno od gorovja Tebek ležijo drugi zahodni vrhovi, kot je gora Dansok, znotraj predgorja Džusa. Vzhodni vrhovi mesta, vključno s Tohamsanom, pripadajo gorovju Hean in gorovju Dongde.
Vzorce drenaže v Gjongdžuju oblikujejo te linije gora. Gorovje Dongde deli ozko predgorje na vzhodu in različne notranje rečne sisteme na zahodu. Večino notranjosti mesta odmaka majhna reka Hjongsan, ki teče proti severu iz Ulsana in se izliva v morje v pristanišču Pohang. Glavna pritoka Hjongsana sta Bukčon in Namčon, ki se z njim združita v porečju Gjongdžu. Jugozahodni kot Gjongdžuja, na drugi strani gorovja Tebek, se izliva v reko Geumho, ki se nato izliva v Nakdong. Majhno območje na jugu, zahodno od gorovja Dongde, se izliva v reko Tehva, ki se izliva v zaliv Ulsa.
Obala Gjongdžuja se razteza v dolžini 36,1 kilometra med Pohangom na severu in Ulsanom na jugu. Ni otokov ali velikih zalivov, le majhne vdolbine, ki jih tvorijo majhni potoki, ki tečejo z grebena Dongde. Zaradi tega mesto nima pomembnih pristanišč, le 12 majhnih pristanišč. V enem od takšnih pristanišč v jugovzhodnem kotu Gjongdžuja je baza Ulsana Nacionalne pomorske policije. Ta baza je odgovorna za varnost na širokem območju vzhodno-osrednje obale Južne Koreje.

### Podnebje
Gjongdžu ima hladnejšo različico vlažnega subtropskega podnebja (Köppen: Cfa). Zaradi svoje obalne lege ima nekoliko milejše podnebje kot bolj celinske regije Koreje. Na splošno pa je podnebje mesta tipično za Južno Korejo. Ima vroča poletja in hladne zime, z monsunsko sezono med koncem junija in začetkom avgusta. Tako kot na preostali vzhodni obali Koreje jesenski tajfuni niso redki. Povprečna letna količina padavin je 1091 milimetrov, povprečne letne najvišje temperature pa se gibljejo od 8,6 do 31,1 °C.
Zgodovinsko mestno jedro Gjongdžuja leži na bregovih reke Hjongsan v porečju Gjongdžu. To nizko ležeče območje je bilo skozi zgodovino večkrat poplavljeno, pogosto zaradi tajfunov. Kronike poročajo o večji poplavi v povprečju vsakih 27,9 let, začenši v 1. stoletju. Sodobni mehanizmi za nadzor poplav so v poznem 20. stoletju povzročili dramatično zmanjšanje poplav. Zadnja večja poplava se je zgodila leta 1991, ko je zaradi tajfuna Gladys preplavil rezervoar jezera Dokdong.

### Upravna delitev
Mesto je razdeljeno na 23 upravnih okrožij: 4 eup, 8 mjon in 11 dong. To so standardne podrazdelitve mest in okrožij v Južni Koreji. Dong ali soseske zasedajo območje mestnega središča, ki ga je prej zasedal Gjongdžu-eup. Eup so običajno večje vasi, medtem ko so mjon bolj podeželske.
Meje in poimenovanje mesta so se v 20. stoletju večkrat spremenile. Od leta 1895 do 1955 je bilo območje znano kot Gjongdžu-gun ('okrožje Gjongdžu'). V prvih desetletjih stoletja je bilo mestno središče znano kot Gjongdžu-mjon, kar je pomenilo relativno podeželsko območje. Leta 1931 je bilo središče mesta imenovano Gjongdžu-eup, zaradi njegove vse bolj urbane narave. Leta 1955 je Gjongdžu-eup postal Gjongdžu-si ('mesto Gjongdžu'), isto ime kot danes, vendar z veliko manjšim območjem. Preostanek območja Gjongdžu-gun je postal 'okrožje Volsong'. Okrožje in mesto sta bila ponovno združena leta 1995, s čimer je nastalo mesto Gjongdžu, kakršno je danes.

## Kulturne dobrine
Gjongdžu je glavna destinacija v Južni Koreji za obiskovalce, ki jih zanima kulturna dediščina Sile in arhitektura Čosonov. Mesto ima 31 nacionalnih zakladov, Nacionalni muzej Gjongdžu pa hrani 16.333 artefaktov. Obstajajo štiri široke kategorije predmetov in zgodovinskih najdišč: gomile in njihovi artefakti; budistična najdišča in predmeti; trdnjave in palače; ter starodavna arhitektura. Prazgodovinski ostanki, vključno z keramiko Mumun, so bili izkopani v osrednjem Gjongdžuju, v vaseh Moa-ri in Oja-ri v okrožju Čonbuk-mjon ter v vasi Džukdong-ri v okrožju Oedong. Dolmene najdemo na več mestih, zlasti v Gangdong-mjonu in Moa-riju. Ostanki iz bronaste dobe, najdeni v vasi Angje-ri v Gangdong-mjonu, vaseh Džukdong-ri in Ipsil-ri v okrožju Oedong-eup ter pokopališča v okrožju Džojang-dong, predstavljajo obdobje konfederacije Samhan od približno 1. stoletja pred našim štetjem do 3. stoletja našega štetja.
V osrednjem Gjongdžuju je 35 kraljevih grobnic in 155 gomil, na obrobju mesta pa 421 gomil. V osrednjem Gjongdžuju najdemo gomile Sila, zgrajene po obdobju Treh kraljestev, vključno s gomilami v okrožjih Noso-dong, Nodong-dong, Hvangnam-dong, Hvango-dong in Invang-dong. V zahodnem Gjongdžuju je grobnica kralja Mujola v Soak-dongu, bližnje gomile v Čunghjo-dongu in grobnica Kim Ju-sina. Grobnice kraljice Sondok, kralja Sinmuna, kralja Hjogonga in kralja Sinmuja so ob vznožju gore Namsan, grobnice kralja Honganga, kralja Džonganga, kralja Gjongmjonga in kralja Gjongeja pa so na pobočjih gore. Poleg grobnic so okoli gore Namsan in v zahodnem delu gore Gumgang našli tudi gomile. Artefakti, izkopani iz grobnic Gumgvančong (grobnica z zlato krono), Sobongčong (zahodna grobnica feniksa), Čonmačong (grobnica nebeškega konja) ter severnih in južnih delov grobnice št. 98, so dobri primeri kulture Sila.

### Pomembni prebivalci
Gjongdžu je skozi svojo zgodovino dajal pomembne posameznike. Kot glavno mesto Sile je bil Gjongdžu v svojem razcvetu središče kulture. Med pomembnimi prebivalci v obdobju Sila je bila večina vodilnih osebnosti kraljestva, ne le vladarji, temveč tudi učenjaki, kot sta Sol Čong in Če Či-vŏn, ter generali, kot je Kim Ju-sin, vodja bojevnikov Hvarang. Mesto je še naprej prispevalo k tradicionalni korejski misli tudi v naslednjih dinastijah. Sorodniki Če Či-vŏna, kot sta Če Ŏn-vi in Če Hang, so igrali pomembno vlogo pri vzpostavljanju struktur zgodnjega Gorjoja. V obdobju Čoson se je Gjongdžu pridružil preostalemu delu Gjongsanga in postal žarišče konservativne frakcije Sarim. Med pomembnimi člani te frakcije je bil intelektualec iz 15. stoletja Ji Ŏndžŏk. V Oksan Sovon je vpisan od leta 1572. V sodobnem času je mesto dalo pisatelje, kot sta Kim Dongni in Pak Mok-vol, ki sta oba veliko prispevala k popularizaciji kulture regije, pa tudi Čoe Džun, bogati poslovnež, ki je ustanovil fundacijo Univerze Jungnam.
Nekateri korejski družinski klani izvirajo iz Gjongdžuja, pogosto iz vladajočih elit Sile. Na primer, klan Gjongdžu Kim trdi, da izvira od vladarjev poznejše Sile. Klana Gjongdžu Park in Gjongdžu Sok izvirata iz prejšnjih vladajočih družin Sila. Ti trije kraljevi klani so igrali pomembno vlogo pri ohranjanju zgodovinskega območja Gjongdžuja v sodobnem času. Klana Gjongdžu Čoi in Gjongdžu Lee prav tako izvirata iz elit Sila. Med pomembne člane klana Gjongdžu Lee spadajo učenjak iz obdobja Gorjo Ji Če-hjŏn ter učenjaka iz obdobja Čoson Ji Hvang in Ji Hang-bok. Sodobna pomembna osebnost iz klana Gjongdžu Lee je Lee Bjung-čul, ustanovitelj skupine Samsung. Vendar pa vsi klani Gjongdžu ne izvirajo iz obdobja Sila; na primer, klan Gjongdžu Bing je bil ustanovljen v zgodnjem obdobju Čoson.

## Turizem
Gjongdžu je pomembna turistična destinacija za Južnokorejce in tuje obiskovalce. Ponaša se s 1000-letno dediščino Sile z ogromnim številom starodavnih ruševin in arheoloških najdišč po vsem mestu, ki privabljajo 6 milijonov turistov, vključno s 750.000 tujci na leto. Mestna oblast je njegov zgodovinski status spremenila v osnovo za druge turistične dogodke, kot so konference, festivali in letovišča.
Številna najdišča Sila so v narodnem parku Gjongdžu, kot so kompleks kraljeve grobnice, observatorij Čomsongde, ki je eden najstarejših ohranjenih astronomskih observatorijev v vzhodni Aziji, kraljevi ribnik Anapdži in gozd Gjerim. Narodni muzej Gjongdžu hrani številne pomembne artefakte in nacionalne zaklade, ki so bili izkopani na najdiščih v mestu in okolici.
Velik del dediščine Gjongdžuja je povezan s pokroviteljstvom budizma v kraljestvu Sila. Jama Sokguram in tempeljski kompleks Bulguksa sta bila prva korejska kraja, ki sta bila leta 1995 uvrščena na seznam svetovne dediščine UNESCO. Poleg tega so na pobočjih Tohamsana ohranjene ruševine starega templja Hvangnjongsa, za katerega pravijo, da je bil največji v Koreji. Na pobočjih gora po vsem mestu, zlasti na Namsanu, najdemo različne kamnite rezbarije Bude in Bodhisatev iz obdobja Sila.
Pomemben del turističnega prometa v Gjongdžuju je posledica promocije mesta kot prizorišča različnih festivalov, konferenc in tekmovanj. Vsako leto od leta 1962 oktobra poteka kulturni festival Sila, s katerim se slavi in časti zgodovina in kultura dinastije. Je eden glavnih festivalov v Koreji. Vključuje atletske dogodke, ljudske igre, glasbo, ples, literarna tekmovanja in budistične verske obrede. Med drugimi festivali so maraton češnjevih cvetov aprila, festival tradicionalnih korejskih žganih pijač in tort marca, ter spominske slovesnosti za ustanovitelje dinastije Sila in generala Kim Ju-sina.
Leta 2006 je bilo v Gjongdžuju 15 hotelov, vključno s hotelom Hilton in hotelom Gjongdžu Čosun, ter 276 nastanitvenih objektov in 2817 restavracij.
Nastajajoča turistična atrakcija Gjongdžuja je nakupovalna ulica Hvangnidan-gil. Naslov Hvangnidan-gila je 1080, Poseok-ro, Gjongdžu, provinca Severni Gjongsang. Na voljo je približno 400 trgovin, vključno z restavracijami, kavarnami, knjigarnami in trgovinami s spominki. Hvangnidan-gil je postala priljubljena prek družbenih omrežij, zgodovinsko najdišče sosednjega Gjongdžuja pa je uvrščeno na seznam svetovne dediščine UNESCO. Prednost Hvangnidan-gila je rezultat prostovoljnih prizadevanj trgovcev brez pomoči lokalnih oblasti.